# Proclitus speciosus
Proclitus speciosus là một loài tò vò trong họ Ichneumonidae.